# World Games 2013/Beachhandball
Bei den World Games 2013 wurden vom 2. bis 4. August 2013 je einem Wettbewerb pro Geschlecht im Beachhandball durchgeführt.

## Hintergründe
Spielort der Beachhandball-Wettbewerbe war der Cañaveralejo Bull Fighting Ring in Cali. Brasilien, die Gastgeber aus Kolumbien und Australien waren die einzigen Nationen, die Mannschaften bei den Frauen und den Männern stellten. Kroatien, Ungarn, Russland, Brasilien und Taiwan (Chinesisch Taipeh) waren die einzigen Nationen, die (geschlechtsübergreifend) schon einmal an vorherigen Beachhandball-Wettbewerben im Rahmen der World Games teilgenommen hatten, die übrigen Länder nahmen das erste Mal in der Disziplin teil, wobei Brasilien, Taiwan und Kroatien auch bei der letzten Austragung 2009 Teil des Turniers waren.
Die Sportart erfreute sich überaus großer Beliebtheit, bei den Finals wurde mit 10.304 Zuschauern im Stadion ein neuer Weltrekord für die Sportdisziplin aufgestellt.
| Frauen Details | Cali, Kolumbien | Brasilien | 2:1 | Ungarn   | Norwegen | 2:0 | Taiwan |
| Männer Details | Cali, Kolumbien | Brasilien | 2:0 | Russland | Kroatien | 2:1 | Katar  |

## Platzierungen
| Nation            | Frauen | Männer |
| ----------------- | ------ | ------ |
| Australien        | 07     | 08     |
| Brasilien         | 01     | 01     |
| Chinesisch Taipeh | 04     | 0–     |
| Katar             | 0–     | 04     |
| Kolumbien         | 06     | 07     |
| Kroatien          | 0–     | 03     |
| Norwegen          | 03     | 0–     |
| Russland          | 0–     | 02     |
| Tunesien          | 08     | 0–     |
| Ukraine           | 0–     | 05     |
| Ungarn            | 02     | 0–     |
| Uruguay           | 05     | 0–     |
| Venezuela         | 0–     | 06     |
| Teilnehmerzahl    | 8      | 8      |

| Legende | Legende | Legende | Legende              |
| ------- | ------- | ------- | -------------------- |
| 1       | 2       | 3       | Podest-Platzierungen |
| 4       | 4       | 4       | vierter Halbfinalist |